# Сжатие аудиоданных
Сжатие (компрессия) аудиоданных представляет собой процесс уменьшения скорости цифрового потока за счет сокращения статистической и психоакустической избыточности цифрового звукового сигнала.
Методы сокращения статистической избыточности аудиоданных также называют сжатием без потерь, а, соответственно, методы сокращения психоакустической избыточности — сжатием с потерями.

## История

### В грамзаписи
Вопрос повышения плотности аудиозаписи встал практически сразу же после появления звукозаписи как таковой. В эпоху механической грамзаписи для этой цели старались укладывать на поверхность пластинки звуковую дорожку как можно более плотно. Для этих целей необходимо было либо снижать качество записи, уменьшая динамический и частотный диапазон, что практиковалось, например, при записи речи (аудиоспектакли, лекции, пластинки для озвучивания диафильмов). Однако в 1930-х годах, при переходе на виниловые пластинки был предложен иной способ, основанный на независимом ограничении трех составляющих закона движения резца при записи и иглы при воспроизведении: колебательного смещения, колебательной скорости и колебательного ускорения. На низких частотах колебательные скорости и ускорения малы и наибольшую роль в передаче сигнала играет колебательное смещение. На средних частотах смещение уже не может достигать больших величин и наибольшую роль в передаче сигнала начинает играть скорость. На высших частотах эта роль переходит к ускорению. Вот эта особенность механической звукозаписи и была использована для эффективного сжатия аудиоинформации. При записи звуковой сигнал подвергается предыскажениям, таким образом, чтобы максимально использовать возможности отводимой ширины звуковой дорожки (которая ограничивает смещение), радиуса её кривизны (которая ограничивает скорость) и прочности материала пластинки (которая ограничивает ускорение). Наиболее популярной и, позже, стандартизированной стала кривая предыскажений RIAA. Сжатие аудиозаписи на грампластинках, по своей сути, является оптимизацией функции спектральной плотности.

### В магнитной записи
Как и в случае с грамзаписью, повышение плотности магнитной записи было связано с оптимизацией функции спектральной плотности сигнала, в соответствии с физическими ограничениями, создаваемыми системой магнитная головка — магнитная лента. Важной характеристикой, влияющей на качество магнитной записи является ширина немагнитного зазора головки. Чем она меньше, тем более широкий диапазон частот может быть записан, но уровень сигнала, особенно в области низких частот, при этом снижается, а нелинейные искажения возрастают. Наоборот, чем шире зазор, тем сильнее сверху будет ограничен частотный диапазон, но уровень сигнала будет выше, а нелинейные искажения — ниже. Для преодоления этого противоречия канал записи магнитофона содержит фильтры предыскажений. Дело в том, что на низких частотах сигнал ограничивается магнитным насыщением, на средних частотах — коэрцитивной силой, а на высоких — полем рассеяния головки. Поэтому фильтр предыскажений на нижних частотах заставляет работать усилитель записи в режиме источника тока, тем самым ограничивая величину намагниченности. На средних частотах происходит переход от режима источника тока в режим источника напряжения и наконец, на высших частотах усилитель записи работает в режиме источника напряжения. АЧХ фильтра предыскажений усилителя записи магнитофона напоминает кривую RIAA, но имеет иные значения частот полюсов, которые зависят от скорости движения ленты и её типа. В многоскоростных магнитофонах высокого класса были наборы переключаемых фильтров.

### В радиотрансляции
Стремление снизить полосу частот, занимаемых в эфире вещательной радиостанцией, без ухудшения качества звучания привело к использованию сжатия аудиосигнала и в радиовещании. Однако поскольку системы вещания с амплитудной модуляцией в диапазонах длинных, средних и коротких волн были разработаны ещё в 1920-х — 1930-х годах, они остались не охваченными сжатием аудиосигнала и ограничение занимаемой в эфире полосы частот выполнялось просто за счет снижения качества вещания. А вот в диапазоне ультракоротких волн при передаче сигнала с частотной модуляцией, где ширина полосы частот определяется не шириной спектра исходного звукового сигнала, а его динамическим диапазоном была применена система «компрессор-эспандер», позволившая ограничить девиацию частоты значением в 75 кГц, обеспечив динамический диапазон 96 дБ.

### В стереосистемах
В стереосистемах сжатие аудиосигнала основано на суммарно-разностном принципе и особенностях слуха человека. Дело в том, что в естественных условиях отсутствуют полностью разделенные источники звука для левого и правого уха. Поэтому нет необходимости в стереофонической звукозаписи создавать разницу между мгновенным значением звукового давления на левом и правом ухе более чем в 40 дБ. Поэтому в аналоговых аудиосистемах широко применялся способ «совмещенного стерео» (joint stereo), когда с высоким качеством записывался сигнал суммы каналов, а сигнал разности каналов записывался сжатый по амплитуде и ограниченный по частоте сигнал разности каналов. В воспроизводящем устройстве сигнал левого канала получался в виде суммы суммарного и разностного сигналов, а правого - в виде разности суммарного и разностного сигналов. Система совмещенного стерео применялась в грамзаписи и стереофоническом радиовещании.  

## Сжатие без потерь
Сокращение статистической избыточности основано на учёте свойств самих звуковых сигналов. Она определяется наличием корреляционной связи между соседними отсчетами цифрового звукового сигнала, устранение которой позволяет сокращать объём передаваемых данных на 15…25 % по сравнению с их исходной величиной. Для передачи сигнала необходимо получить более компактное его представление, что возможно осуществить с помощью ортогонального преобразования. Важными условиями применения такого метода преобразования являются:
- возможность восстанавливать исходный сигнал без искажений
- способность обеспечивать наибольшую концентрацию энергии в небольшом числе коэффициентов преобразования
- быстрый вычислительный алгоритм

Этим требованиям отвечает модифицированное дискретно-косинусное преобразование (МДКП).
Уменьшить скорость цифрового потока позволяют методы кодирования, учитывающие статистику звуковых сигналов, например, вероятности появления уровней разной величины. Одним из таких методов является код Хаффмана, где наиболее вероятным значениям сигнала приписываются более короткие кодовые слова, а значения отсчетов, вероятность появления которых мала, кодируются кодовыми словами большей длины. Именно в силу этих двух причин в наиболее эффективных алгоритмах компрессии цифровых аудиоданных кодированию подвергаются не сами отсчеты звукового сигнала, а коэффициенты МДКП.
Подобные методы применяются при архивации файлов.

## Сжатие с потерями
Сжатие аудиоданных с потерями основывается на несовершенстве человеческого слуха при восприятии звуковой информации. Неспособность человека в определённых случаях различать тихие звуки в присутствии более громких, называемая эффектом маскировки, была использована в алгоритмах сокращения психоакустической избыточности. Эффекты слухового маскирования зависят от спектральных и временных характеристик маскируемого и маскирующего сигналов и могут быть разделены на две основные группы:
- частотное (одновременное) маскирование
- временное (неодновременное) маскирование

Эффект маскирования в частотной области связан с тем, что в присутствии больших звуковых амплитуд человеческое ухо нечувствительно к малым амплитудам близких частот. То есть, когда два сигнала одновременно находятся в ограниченной частотной области, то более слабый сигнал становится неслышимым на фоне более сильного.
Маскирование во временной области характеризует динамические свойства слуха, показывая изменение во времени относительного порога слышимости (порог слышимости одного сигнала в присутствии другого), когда маскирующий и маскируемый сигналы звучат не одновременно. При этом следует различать явления послемаскировки (изменение порога слышимости после сигнала высокого уровня) и предмаскировки (изменение порога слышимости перед приходом сигнала максимального уровня). Более слабый сигнал становится неслышимым за 5 − 20 мс до включения
сигнала маскирования и становится слышимым через 50 − 200 мс после его включения.
Наилучшим методом кодирования звука, учитывающим эффект маскирования, оказывается полосное кодирование. Сущность его заключается в следующем. Группа отсчетов входного звукового сигнала, называемая кадром, поступает на блок фильтров который разделяет сигнал на частотные поддиапазоны. На выходе каждого фильтра оказывается та часть входного сигнала, которая попадает в полосу пропускания данного фильтра. Далее, в каждой полосе с помощью психоакустической модели, анализируется спектральный состав сигнала и оценивается, какую часть сигнала следует передавать без сокращений, а какая лежит ниже порога маскирования и может быть переквантована на меньшее число бит. Для сокращения максимального динамического диапазона определяется максимальный отсчет в кадре и вычисляется масштабирующий множитель, который приводит этот отсчет к верхнему уровню квантования. Эта операция аналогична компандированию в аналоговом вещании. На этот же множитель умножаются и все остальные отсчеты. Масштабирующий множитель передается к декодеру вместе с кодированными данными для коррекции коэффициента передачи последнего. После масштабирования производится оценка порога маскирования и осуществляется перераспределение общего числа битов между всеми полосами.
Очевидно, что после устранения психоакустической избыточности звуковых сигналов их точное восстановления при декодировании оказывается уже невозможным. Методами устранения психофизической избыточности можно обеспечить сжатие цифровых аудиоданных в 10 − 12 раз без существенных потерь в качестве.

### Структура кодера сжатия аудиоданных с потерями
- Исходный цифровой звуковой сигнал разделяется на частотные поддиапазоны и сегментируется по времени в блоке временной и частотной сегментации.
- Длина кодируемой выборки зависит от формы временной функции звукового сигнала. При отсутствии резких выбросов по амплитуде используется так называемая длинная выборка, обеспечивающая высокое разрешение по частоте. В случае же резких изменений амплитуды сигнала длина кодируемой выборки резко уменьшается, что дает более высокое разрешение по времени. Решение об изменении длины кодируемой выборки принимает блок психоакустического анализа, вычисляя значение психоакустической энтропии сигнала.
- После сегментации сигналы частотных поддиапазонов нормируются, квантуются и кодируются. В наиболее эффективных алгоритмах компрессии кодированию подвергаются не сами отсчеты выборки звукового сигнала, а соответствующие им коэффициенты МДКП.
- Учёт закономерностей слухового восприятия звукового сигнала выполняется в блоке психоакустического анализа. Здесь по специальной процедуре для каждого частотного поддиапазона рассчитывается максимально допустимый уровень искажений (шумов) квантования, при котором они ещё маскируются полезным сигналом данного поддиапазона.
- Блок динамического распределения бит в соответствии с требованиями психоакустической модели для каждого поддиапазона кодирования выделяет такое минимально возможное их количество, при котором уровень искажений, вызванных квантованием, не превышал порога их слышимости, рассчитанного психоакустической моделью.
- Также могут использоваться:
  - матрицирование стерео — сложение и вычитание левого и правого канала для устранения повторяющейся информации
  - специальные процедуры итерационных циклов, позволяющие управлять величиной энергии искажений квантования в поддиапазонах при недостаточном числе доступных для кодирования бит
  - процедуры линейного и обратного адаптивного предсказаний
  - техника сглаживания переходных шумов во временной области (Temporal Noise Shaping — TNS), позволяющая управлять микроструктурой искажений квантования внутри каждого поддиапазона кодирования

Многие другие приёмы могут послужить способом сократить объём данных звуковой информации. Даже простое сужение полосы частот сигнала вместе с уменьшением динамического диапазона может уже называться сжатием аудиоданных. Например, в стандарте сжатия звука в сотовой связи используется и то и другое. Стремясь удалить избыточность из звука, кодек при плохом качестве сигнала становится избирателен к определённым словам, упорно проглатывая их.

## Субъективная оценка качества
Для сжатых аудиоданных существует субъективная оценка качества, оцениваемая как процент людей, почувствовавших разницу с оригиналом.
| Приблизительное количество людей, услышавших разницу между оригинальной и сжатой записями, % | Битрейт сжатой записи, кбит/сек |
| -------------------------------------------------------------------------------------------- | ------------------------------- |
| 0…1                                                                                          | 320                             |
| 5…30                                                                                         | 256                             |
| 30…40                                                                                        | 192                             |
| 40…70                                                                                        | 128                             |

Следует учесть тот факт, что качество получившегося материала зависит от характера сжимаемых данных, от жанра, наличия фона, помех.
После сжатия, например MP3, на средних битрейтах, слушатели отмечают оловянность перкуссионных. А на голосе сжатие (даже сильное) отражается мало.